# Національна гоночна серія з міні-ралі «Кубок Лиманів» 2014
Національна гоночна серія з міні-ралі «Кубок Лиманів» 2014 — десятий сезон «Кубку Лиманів».

## Етапи
|   | Назва перегонів     | Дати проведення          | Місцезнаходження траси (штабу) | Кількість єкіпажів |
| 1 | Ралі «Єдина Країна» | 18-19 квітня, 2014 року  | Миколаїв, Зайчівське           |                    |
| 2 | Шаповалов Rally Cup | 30-31 травня, 2014 року  | Миколаїв, Зайчівське           |                    |
| 3 | Ралі «Куяльник»     | 26-27 червня, 2014 року  | Одеса, Северинівка             |                    |
| 4 | Ралі «За мир»       | 8-9 листопада, 2014 року | Миколаїв, Зайчівське           |                    |

## Переможці та призери

### Командний залік
| Місце | Назва команди         | Місто    | Очки |
| 1     | XADO Motorsport       | Харків   | 66   |
| 2     | Экспресс-Авто         | Миколаїв | 56   |
| 3     | Skoda Rally Team      | Миколаїв | 49   |
| 4     | Shapovalov Rally Team | Одеса    | 44   |
| 5     | Virtus Racing         | Донецьк  | 44   |
| 6     | Odessa Rally Team     | Одеса    | 29   |
| 7     | Vortex                | Київ     | 13   |
| 8     | Bogatkin Rally        | Одеса    | 13   |

### Абсолютний залік
| Місце | Перші пілоти                 | Другі пілоти                      |
| 1     | Володимир Петренко (Київ)    | Дмитро Андрющенко (Київ)          |
| 2     | Микола Чмих (Харків)         | Олександр Вільчинський (Харків)   |
| 3     | Микола Кузнєцов (Перещепине) | Віталій Євтєхов (Дніпропетровськ) |

### Клас P8
| Місце | Перші пілоти              | Другі пілоти                    |
| 1     | Володимир Петренко (Київ) | Дмитро Андрющенко (Київ)        |
| 2     | Микола Чмих (Харків)      | Олександр Вільчинський (Харків) |
| 3     | Олексій Долот (Донецьк)   | Дмитро Касап (Одеса)            |

### Клас P7
| Місце | Перші пілоти                     | Другі пілоти                  |
| 1     | Станіслав Прус (Одеса)           | Михайло Горшков (Одеса)       |
| 2     | Руслан Топор (Одеса)             | Марина Перова (Одеса)         |
| 3     | Олександр Полосухін (Артемівськ) | Ганна Полосухіна (Артемівськ) |

### Клас PS6
| Місце | Перші пілоти                 | Другі пілоти               |
| 1     | Станіслав Бєсєдін (Харків)   | Андрій Боровий (Харків)    |
| 2     | Андрій Давиденко (Маріуполь) | Валентина Бойченко (Одеса) |
| 3     | В'ячеслав Мігачов (Миколаїв) | Ігор Крочак (Миколаїв)     |

### Клас P6
| Місце | Перші пілоти              | Другі пілоти              |
| 1     | Дмитро Шведченко (Одеса)  | Ірина Пригодська (Одеса)  |
| 2     | Василь Кобенок (Донецьк)  | Владислав Тихов (Донецьк) |
| 3     | Костянтин Колесов (Одеса) | Євген Грінкевич (Одеса)   |

### Клас P5
| Місце | Перші пілоти                  | Другі пілоти                |
| 1     | Фелікс Кузнецов (Миколаїв)    | Степан Миронюк (Маріуполь)  |
| 2     | Олександр Біченко (Маріуполь) | В'ячеслав Стойчев (Донецьк) |
| 3     | Владислав Середенко (Сніжне)  | Єгор Левін (Одеса)          |